# Hakupu
Hakupu és un dels catorze municipis de l'illa de Niue. Segons el cens de 2022, té una població de 180 habitants, fet que el converteix en el segon municipi més poblat de Niue.

## Geografia
Es troba al sud-est de l'illa, a prop de Matatamane Point, i està connectat per carretera amb la capital Alofi (que es troba 12 quilòmetres al nord-oest), Avatele (7 quilòmetres a l'oest) i per la carretera de la costa est fins a Liku (12 quilòmetres), Lakepa (16 quilòmetres) i Mutalau (a la costa nord, a 20 quilòmetres).

## Llocs populars

### Hakupu Heritage and Cultural Park Area
També hi ha una Heritage Park Area, que es va fundar el 1998. S'estén cap al sud des de la pista d'accés a Tuhiā. El seu objectiu principal és el de protegir les zones d'importància històrica i ecològica.

### Memorial de guerra de Hakupu
Hakupu té un memorial dedicat als soldats que van lluitar durant la Primera Guerra Mundial, la Segona Guerra Mundial i l'Emergència Malaia.

### Avenc d'Anapala
Anapala era una font d'aigua dolça per als residents en el seu dia, ja que en baixar 155 escales cap a un abisme conegut es troba una piscina d'aigua dolça, a prop de la pista que portava des del poble de Hakupu fins al mar.

## Accés a Internet
Durant un cert temps, Hakupu ha intentat aconseguir accés a Internet. Al juliol de 2005, Hakupu es trobava a set milles del punt d'accés sense fils més proper. Els tècnics han intentat utilitzar un edifici abandonat del poble per crear un punt d'accés.